# Francisco da Costa de Sousa Macedo
Francisco da Costa de Sousa de Macedo, 1° visconde de Cunha, depois marquês da Cunha (Lisboa, 9 de Maio de 1788 — Lisboa, 16 de Agosto de 1852) foi um político e militar português-brasileiro, chegando ao posto de general, além de deter algumas funções palacianas na corte imperial, como as de veador e mordomo-mor.

## Biografia
Era filho de D. José Francisco da Costa de Sousa e Albuquerque, 2.° visconde de Mesquitella por ter casado com Maria José de Sousa Macedo, 2.ª viscondessa de Mesquitella, 4.ª baronesa de Mullingar em Inglaterra. Era também irmão do 1.º Conde de Mesquitela, em Portugal.
Entre seus irmãos, destacam-se D. Álvaro da Costa de Sousa de Macedo, conde da Ilha da Madeira, e D. Antônia Joana da Costa de Sousa de Macedo, casada com João Xavier de Morais de Resende, 1.° barão de Resende. Casou-se com Maria Leonor Carneiro Viana, irmã de Paulo Fernandes Carneiro Viana, conde de São Simão, e de Ana Luísa Carneiro Viana, casada com Luís Alves de Lima e Silva, duque de Caxias. Desse casamento não houve descendência.
Condecorado com diversas medalhas militares, retornou a Portugal onde faleceu, retirado da sociedade e entregue a vida religiosa.

## Títulos e Honras
- 12 de outubro de 1825; Visconde da Cunha
- 12 de outubro de 1826; Marquês da Cunha

além das comendas das Imperiais Ordens do Cruzeiro e de Cristo.
Foi general do Exército Brasileiro, mordomo-mor da Imperatriz Leopoldina. Comandou a Primeira Brigada do exército, da qual fazia parte o Batalhão, do Imperador e dois Batalhões de Alemães, parte do Corpo de Estrangeiros.